# Cladotanytarsus tusimajekeus
Cladotanytarsus tusimajekeus är en tvåvingeart som beskrevs av Sasa och Suzuki 1999. Cladotanytarsus tusimajekeus ingår i släktet Cladotanytarsus och familjen fjädermyggor. Inga underarter finns listade i Catalogue of Life.